# Nils-Gunnar Lundgren
Arne Harald Nils-Gunnar Lundgren, född 20 februari 1930 i Bäckebo socken, död 24 januari 2011 i Strängnäs, var en svensk militär.
Nils-Gunnar Lundgren var son till lantbrukaren Arne Andersson. Han blev officer 1957, kapten vid Gotlands regemente 1966, major 1972 och överstelöjtnant 1973. Lundgren var anställd i generalstabskåren och försvarsstaben och var chef för Norrbottens pansarbataljon 1979–1980. Han blev 1980 överste i generalstabskåren och byråchef vid Försvarets materielverk. Lundgren blev 1982 överste av första graden och var försvarsområdesbefälhavare och chef för Södermanlands regemente 1983–1991. Senare var han anställd vid högkvarteret. Han tjänstgjorde sju månader vid Förenta Nationernas fredsbevarande förband.